# Enrique del Moral
Enrique del Moral Domínguez (Irapuato, Guanajuato; 21 de enero de 1905 - México, D. F.; 11 de junio de 1987) fue un arquitecto mexicano, uno de los máximos exponentes de la arquitectura moderna mexicana y uno de los más destacados del llamado funcionalismo, movimiento de una generación de arquitectos, integrada por José Villagrán, Carlos Obregón Santacilia, Juan O'Gorman, Juan Legarreta, Carlos Tarditti, Enrique de la Mora y Enrique Yáñez, entre otros, desarrolló –a partir de conceptos innovadores planteados por Frank Lloyd Wright, Le Corbusier, Mies van der Rohe y escuelas como la Bauhaus y De Stijl– para modelar el perfil cosmopolita de la Ciudad de México y otras ciudades del país, principalmente durante los años treinta del siglo XX.
Proyectista y constructor de más de 100 obras públicas y privadas de todo género, realizadas en más de 50 años de actividad profesional: hospitales, clínicas, universidades y escuelas, aeropuertos, estaciones del Metro, hoteles, edificios de oficinas y departamentos, conjuntos habitacionales, casas para obreros y empleados, magnas residencias, campos deportivos etc, incluso, plazas de toros.
Es conocido principalmente por su destacado papel en el proyecto del plano de conjunto de la Ciudad Universitaria (1947-1952), sede de la Universidad Nacional Autónoma de México (UNAM), donde estuvo a cargo, junto con los arquitectos Mario Pani y Salvador Ortega, de la dirección y coordinación del proyecto maestro y de La Torre de Rectoría –sin duda una de las más representativas del campus– es obra de los arquitectos Enrique del Moral, Mario Pani y Salvador Ortega.
Tuvo una notable trayectoria como académico y teórico. Director de la Escuela Nacional de Arquitectura de la UNAM (1944-1949), renovó los planes de estudio, incorporando las mejores prácticas de universidades norteamericanas, sin olvidar la formación humanista que él mismo asumió en su vida profesional. Fue alumno del doctor José Gaos en la Facultad de Filosofía y Letras y asistió al Seminario de la Cultura en México en el Siglo XVIII, compartiendo clases con eminentes pensadores, como Edmundo O'Gorman, Justino Fernández y Leopoldo Zea, entre otros.
Dictó conferencias en foros nacionales e internacionales y publicó libros y ensayos en los que analizó la evolución de los estilos arquitectónicos; reflexionó en torno al pensamiento de aquellos vanguardistas que plantearon una nueva estética en el arte de construir: Le Corbusier y Ludwig Mies van der Rohe –con este último mantuvo una estrecha amistad–; teorizó acerca del funcionalismo en México; debatió sobre temas polémicos en su época, como la integración plástica en la arquitectura, y promovió la conservación de las ciudades, con un singular enfoque de armonía entre tradición y modernidad.

## Biografía
Enrique del Moral Domínguez nació el 21 de enero de 1905 en Irapuato, Guanajuato. Único hijo varón de Enrique del Moral y María de los Ángeles Domínguez. Se formó en la Ciudad de México, dada la decisión de la familia de trasladarse a la capital del país en 1909. Realizó sus estudios de primaria, secundaria y preparatoria en el Instituto Franco-Inglés, donde conoció a Juan O'Gorman, quien años más tarde también lo seguirá a la ex Academia de San Carlos para estudiar arquitectura.
En plena lucha revolucionaria, cruzó el país en compañía de su madre para visitar a la familia materna, refugiada en El Paso, Texas. El viaje a los Estados Unidos le otorgó desde entonces el sobrenombre de “El Gringo” y, de manera más significativa, le aportó la visión de un México devastado y empobrecido pero, al mismo tiempo, inmensamente rico en paisajes, materiales y elementos.

### Años de formación
A los 18 años, conoció a José Villagrán García cuando éste era estudiante de arquitectura y compañero de un primo suyo, Eduardo Jiménez del Moral. Por ese camino se interesó en la profesión. Así, en 1923 ingresó a la Escuela Nacional de Arquitectura, que entonces contaba con una plantilla de tan solo 36 alumnos y estaba alojada en la antigua Academia de San Carlos.
El segundo año de la carrera fue determinante por dos razones. Primera, se convirtió en uno de los primeros alumnos de Villagrán, quien fue invitado por los estudiantes a impartir un taller libre sobre composición. Con este maestro, él y su generación iniciaron poco después (1926) el estudio sistemático de una nueva teoría arquitectónica: el “Funcionalismo”, que enfatizaba la idea de que toda obra procede de “un programa que la condiciona y que debe ser minuciosamente analizado y correctamente interpretado para poder abordar con éxito la solución”.1 Los nuevos valores que exaltó esta teoría fueron los de “utilidad”, “sinceridad constructiva”, “valor estético o armonía” y “valor social o moral”. Todo esto significó un rompimiento definitivo con la arquitectura tradicional y academicista de entonces, que se limitaba a copiar estilos afrancesados o coloniales, ornamentar fachadas y utilizar molduras romanas o griegas.
La segunda razón, en ese mismo año de 1924, empezó su práctica en el oficio al ingresar como dibujante en el taller de Villagrán y de Carlos Obregón Santacilia, los dos arquitectos más innovadores en el país. Con este último, participó en los proyectos de los edificios del Banco de México (1925) y la Secretaría de Salubridad (1928), obras con un claro sentido moderno.
El 29 de noviembre de 1928 se recibió como arquitecto y meses después, gracias a un feliz golpe de suerte al ganar el premio de la lotería, emprendió un viaje de todo un año por Europa para conocer las expresiones arquitectónicas de Inglaterra, Francia, España, Italia, Suiza, Alemania, la entonces Checoeslovaquia, Holanda y Bélgica. Al igual que Le Corbusier, quien lápiz en mano estudió los estilos de las obras clásicas de la arquitectura europea, Del Moral también realizó una serie de dibujos y acuarelas de casas y edificios, con una extraordinaria calidad.
A su regreso, continuó trabajando en el taller de Obregón Santacilia, donde ascendió a residente de obra, posteriormente a jefe de taller y, por último, se convirtió en asociado (1933-35). En esta época participó en proyectos como el Monumento a la Revolución, los hoteles Reforma y Del Prado, con el arquitecto Marcial Gutiérrez Camarena, y la casa de Manuel Gómez Morín (1930), con Juan O'Gorman.

### Primeras obras y labor docente
Durante los años treinta, Enrique del Moral inició sus primeros proyectos como arquitecto independiente y, de forma paralela, arrancó su larga y reconocida trayectoria docente en la Escuela Nacional de Arquitectura. Desde 1934 impartió la materia de "Croquis de Edificios" y también la de composición, de la que fue titular hasta 1950.
En 1936 instaló su despacho particular, asociado con el arquitecto Gutiérrez Camarena. Su primer proyecto fueron diez casas para obreros en su natal Irapuato; un proyecto con un importante contenido social, realizado a partir de encuestas con las propias familias de obreros y adaptado tanto a las condiciones económicas de los moradores como a las del clima y paisaje de la localidad.
Este periodo profesional coincidió con una nueva etapa en su vida: el 30 de noviembre de 1940 contrajo matrimonio con Elisa Madrid Moreno.
Fueron años en los que trabajó, por lo general, en proyectos privados, como casas habitación y edificios de departamentos en zonas residenciales de la Ciudad de México. Sin embargo, de esta época pueden destacarse algunas obras públicas representativas de su estilo particular, con soluciones austeras que privilegiaban el empleo de materiales locales y evitaban el dispendio: el Hospital General de San Luis Potosí (1943) y la Escuela de Casacuarán, Guanajuato (1946), que construyó junto con otras muchas escuelas más en esa entidad, como jefe de zona del Comité Administrativo del Programa Federal de Construcción de Escuelas (1944-46).

### La madurez del estilo
Su espíritu de búsqueda sobre la mexicanidad pasada y presente de la arquitectura desarrollada en el país, lo impulsó a inscribirse en el Seminario de Historia de las Ideas y de la Cultura en el Siglo XVIII, impartido por el doctor José Gaos en la Facultad de Filosofía y Letras de la Universidad Nacional Autónoma de México (UNAM). De 1943 a 1946, ahí compartió ideas y amistad con intelectuales también interesados por descubrir la esencia y fuentes de lo mexicano en la filosofía, las ciencias y el arte: Edmundo O’Gorman, Leopoldo Zea, Bernabé Navarro y Justino Fernández, entre otros.
La experiencia dio frutos. En 1945 escribió "El barroco como fenómeno estilístico", primero de una serie de ensayos y artículos que elaboró a lo largo de cuatro décadas y en los que abordó una gran variedad de temas sobre historia, teoría, compromiso y modernidad de la arquitectura. Algunos de ellos son fundamentales para entender, de primera mano, los movimientos arquitectónicos de vanguardia en el siglo XX y sus autores (Le Corbusier, Gropius, Wright, Mies van der Rohe, la Bauhaus, De Stijl), así como todos los pormenores del funcionalismo en México. 2
En 1944, fue nombrado director de la Escuela Nacional de Arquitectura, cargo que desempeñó durante cinco años. Con la llegada del Dr. Salvador Zubirán a la rectoría de la UNAM (1946-48), recibió apoyo para elevar el nivel académico de la carrera. En 1947 viajó con el rector a Estados Unidos para visitar diversas escuelas y platicar con arquitectos acerca de los sistemas de enseñanza. En Harvard conoció a Walter Gropius, fundador de la Bauhaus, y en el Instituto Tecnológico de Illinois trabó una amistosa relación con Mies Van der Rohe, quien le brindó ideas que sirvieron de base para el proyecto general del nuevo plan de estudios (1948).
Siendo director de la carrera, estuvo también a la cabeza de la denominada obra máxima de la arquitectura contemporánea mexicana: Ciudad Universitaria (1947-1954), obra que requirió un enorme esfuerzo de coordinación para dirigir, por primera vez en el país, a más de 70 arquitectos, pasantes, dibujantes, ingenieros y técnicos encargados de la construcción de los edificios, instalaciones y servicios. Con Mario Pani, elaboró el plan maestro de conjunto, basado en el anteproyecto de los estudiantes Teodoro González de León, Enrique Molinar y Armando Franco; y ambos, Pani y él, fueron designados arquitectos directores del proyecto. Juntos llevaron a cabo también la construcción de la Torre de Rectoría (1950), con Salvador Ortega Flores, y los campos deportivos de entrenamiento.3
Su relación con Pani comenzó poco antes, al concursar cada uno por su parte en el proyecto del edificio de la Aseguradora Mexicana (1946), posteriormente adaptado para la Secretaría de Recursos Hidráulicos), empatando en el primer lugar. Fue la primera vez que trabajaron juntos y así lo hicieron durante siete años más, periodo en el que realizaron un total de 22 obras, la mayoría de ellas en Acapulco (el primer aeropuerto, el club de pesca y diversos hoteles y casas), que iniciaba entonces su gran auge como centro turístico.
En 1948, Del Moral realizó quizá su obra más emblemática, ejemplo de funcionalismo con una fisonomía inequívocamente local, mexicana, pero que, al mismo tiempo, se proyecta en lo internacional: su casa habitación en Tacubaya, Ciudad de éxico, vecina a la de Luis Barragán.

### Años de especialización
A partir de los años cincuenta, enfrentó una etapa profesional que le exigió proyectos con mayor rigor técnico y conocimientos más especializados en la atención de programas sociales. Uno de ellos fue el Mercado de La Merced (1956), que suplantó miles de puestos provisionales y antihigiénicos por naves espaciosas y bien ventiladas, áreas para 550 camiones de carga y 400 cajones de estacionamiento, además de incluir baños para los puesteros, auditorio y ocho guarderías.
Los edificios de la Procuraduría General de Justicia del Distrito Federal (1958) y de las Cortes Penales de Lecumberri estos edificios asociados con el arquitecto Hilario Galguera (1961) implicaron una solución con el máximo de eficiencia para el movimiento de abogados y reos, así como para el adecuado desempeño de las actividades jurídicas.
Mención aparte merecen los edificios hospitalarios, especialidad cuyo estudio profundizó en Estados Unidos en 1955, con la representación de la Secretaría de Salud. Del Moral proyectó y construyó, asociado con el arquitecto Manuel Echávarri, un total de trece hospitales (cinco más se quedaron en proyecto)5 para el Instituto Mexicano del Seguro Social (IMSS) y el Instituto de Seguridad y Servicios Sociales de los Trabajadores del Estado (ISSSTE), en diferentes entidades del país: Distrito Federal, Tabasco, Nuevo León, Tamaulipas, Sonora y Morelos. De ellos destaca el Hospital de Ginecobstetricia (1969), que le mereció el Premio Monterrey por mejor obra, proyecto y realización.
Cabe mencionar que durante estos años, no abandonó el magisterio ni sus viajes de estudio al extranjero para conocer obras recientes o impartir conferencias en congresos. De 1959 a 1963 fue profesor de Historia de la Arquitectura Mexicana en la Universidad Iberoamericana y, en el periodo de 1955 a 1978, visitó países de Escandinavia, Europa Oriental, Medio Oriente y Norte de África.
Murió el 11 de junio de 1987, a los 82 años, en la Ciudad de México a causa de un mal gástrico que se le complicó con una afección cardíaca. Sus restos fueron cremados en el Panteón Civil de Dolores.

## Obras y proyectos

### Periodo 1936 – 1939
- 1936
  - Casas para obreros (Irapuato, Guanajuato).a
  - Casa y tienda del Sr. Foyo (Irapuato, Guanajuato).a
  - Casas para empleados (Irapuato, Guanajuato).a

- 1937
  - Casa habitación del Sr. Rodolfo E. Calles (Monte Altái 529, Lomas de Chapultepec, Ciudad de México).a

- 1938
  - Casas para renta del Sr. Rodolfo E. Calles (Monte Altái 519, Lomas de Chapultepec, Ciudad de México).a
  - Reconstrucción casa del Sr. A. Palomino (Tabasco y Valladolid, Ciudad de México).a
  - Adaptación para alojar una sucursal bancaria (Las Cruces, Col. Centro, Ciudad de México).a

- 1939
  - Casa habitación del Lic. Juan Gallardo Moreno (Paseo de la Reforma 1113, Ciudad de México).a
  - Edificio de apartamentos para el Ing. Gama (Abraham González 123, Ciudad de México).a
  - Casa del Sr. André Guieu (Acapatzingo, Morelos).
  - Casa para señoritas (Reforma 414, Ciudad de México).

### Periodo 1940 – 1949
- 1940
  - Edificio de apartamentos para el Sr. A. Palomino (Río Pánuco 88, Ciudad de México).
  - Edificio de apartamentos para el Ing. Gama (Zacatecas y Córdoba, Ciudad de México).
  - Edificio de apartamentos para el general Plutarco Elías Calles (Melchor Ocampo 64, Ciudad de México).
  - Tres casas para el Lic. Gallardo Moreno (Cuernavaca, Morelos).

- 1941
  - Cuatro casas para el general Plutarco Elías Calles (Sierra Nevada 315, Lomas de Chapultepec, Ciudad de México).
  - Edificio de apartamentos y despachos para el Ing. Gama (Independencia 67, Ciudad de México).

- 1942
  - Siete casas para el general Plutarco Elías Calles (Monte Altái 215, Lomas de Chapultepec, Ciudad de México).
  - Edificio de apartamentos para el general Plutarco Elías Calles (Plaza Melchor Ocampo 56, Col. Cuauhtémoc, Ciudad de México).
  - Casa habitación para el Ing. León Ávalos (F. Payo de Rivera 240, Ciudad de México).
  - Edificio de apartamentos y modificación casa para el Ing. C. Palomino (Río Pánuco 103, esquina con **Tigris, Col. Cuauhtémoc, Ciudad de México).

- 1943
  - Casa habitación del Sr. Carlos Tejeda (Aída y Cedros, San Ángel Inn, Ciudad de México). (Demolida)
  - Hospital General de San Luis Potosí (San Luis Potosí).b
  - Casa del Ing. V. Gama (Tlacopac, Ciudad de México).

- 1944
  - Reconstrucción y adaptación de dos casas para el Ing. Gama (Gómez Farías 41, Ciudad de México).
  - Casa de los señores José y Luis Iturbe (Fracc. Mozimba, Acapulco, Guerrero).
  - Casa habitación del Lic. Villa Fregoso (Pirineos 334, Ciudad de México).
  - Edificio de apartamentos para el Sr. M. Zumpano (Sinaloa 75, Ciudad de México).
  - 15 Escuelas para el Estado de Guanajuato (Guanajuato).

- 1945
  - Casa habitación del Sr. Rodolfo E. Calles (Cajeme, Sonora).
  - Casa habitación del Sr. Flavio Borquez (Cajeme, Sonora).
  - Hotel apartamentos para el Ing. J. y V. Gama (Gómez Farías 39, Ciudad de México).
  - Guardería infantil de la colonia Buenos Aires (Ciudad de México).

- 1946
  - Casa del Sr. José Iturbe (San Ángel, Ciudad de México).
  - Escuela primaria rural (Casacuarán, Guanajuato).
  - Edificio de Aseguradora Mexicana, posteriormente adaptado para la Secretaría de Recursos Hidráulicos (Av. Paseo de la Reforma y Antonio Caso, Ciudad de México).c

- 1947
  - Ciudad Universitaria: Plan de Conjunto (Pedregal de San Ángel, Ciudad de México).c

- 1948
  - Casa habitación propia (Francisco Ramírez 5, Tacubaya, Ciudad de México).

- 1949
  - Campos deportivos de entrenamiento, edificio, baños y vestidores de hombres en los campos deportivos de Ciudad Universitaria (Pedregal de San Ángel, Ciudad de México). c
  - Cinco residencias unifamiliares para arquitectos (Costera Miguel Alemán, números 36, 38, 40, 42 y 44, Acapulco, Guerrero).c

### Periodo 1950 – 1959
- 1950
  - Torre de Rectoría de la Ciudad Universitaria (Pedregal de San Ángel, Ciudad de México).c, d
  - Casa de la Sra. Coghlan (Ciudad de Puebla, Puebla).
  - Edificio de oficinas y comercios (Av. 5 de Mayo y Condesa, Ciudad de México).e
  - Edificio de apartamentos para el Dr. P.D. Martínez (Hamburgo 5, Ciudad de México).c

- 1951
  - Casa del Lic. Flores Zavala (Alejandro Dumas 265, Ciudad de México).
  - Bungalow para renta del Dr. Raya Manrique (Acapulco, Guerrero).
  - Casa del Sr. Miguel Arias (Acapulco, Guerrero).
  - Hotel “Pozo del Rey” para el Sr. Marsalis (Acapulco, Guerrero).
  - Casa del Lic. Manuel Ibáñez (Acapulco, Guerrero).
  - Hotel “Posada de los Siete Mares” para el Sr. Zapata (Acapulco, Guerrero).
  - Hotel “Villas Monte Mar” (Acapulco, Guerrero).
  - Edificio Reaseguros Alianza (Insurgentes 170 y Hamburgo, Ciudad de México).f Demolido
  - Casa del Sr. Arturo Pani (Ciudad de México).
  - Vestidores del Club de Golf México (Tlalpan, Ciudad de México).c
  - Casa de la Sra. T. Fernández de Langenscheidt (Tennyson 117, Col. Polanco, Ciudad de México). c

- 1952
  - Puente hotel “Club de Pesca” para el Sr. Guajardo (Acapulco, Guerrero).
  - Aeropuerto de Acapulco (Guerrero).c
  - Casa de la Sra. A. L. de Rabell (Acapulco, Guerrero).
  - Casa habitación del Lic. Gallardo Moreno (Reforma 1103, Ciudad de México).
  - Casa para renta del Lic. Gallardo Moreno (Cáucaso y Montes Apalaches, Ciudad de México).

- 1953
  - Plaza de toros (Acapulco, Guerrero).
  - Casa del Sr. Luis R. Montes (Acapulco, Guerrero).

- 1954
  - Casa del Ing. Bernardo Quintana (Colegio 300, Pedregal de San Ángel, Ciudad de México).
  - Casa del Sr. Dick de la Roziere (Toluca 11, Col. Flores Magón, Ciudad de México). g

- 1955
  - Hospital de Emergencias (Centro Médico, Ciudad de México).c

- 1956
  - Hospital Infantil (Villahermosa, Tabasco).
  - Lavandería Central, Centro Médico del IMSS (Ciudad de México). i
  - Laboratorio de Medicamentos (Centro Médico, Ciudad de México).
  - Mercado de la Merced (Ciudad de México)
  - Edificio de Industria Químico Farmacéutica de México (Atenas y Versalles, Ciudad de México).

- 1958
  - Casa de los Sres. Hirsh (Montecarlo 20, Estado de México).
  - Edificio de la Procuraduría General de Justicia del Distrito Federal (Av. Niños Héroes y Dr. Lavista, Ciudad de México).h

### Periodo 1960 – 1969
- 1960
  - Escuela secundaria (Colonia Postal, Ciudad de México).h

- 1961
  - Cortes Penales de la Procuraduría del Distrito Federal (Albañiles, Ciudad de México).
  - Diez casas para ejecutivos de Industria del Hierro (Querétaro).
  - Edificio para Industria del Hierro (Querétaro).

- 1962
  - Accesos urbanos monumentales en la ciudad de Querétaro para Grupo ICA (Querétaro).
  - Readaptación de una casa del siglo XIX para el Sr. Clifford (Jonacatepec, Morelos).
  - Edificio para la Tesorería del Distrito Federal (Av. Niños Héroes, Ciudad de México).i
  - Edificio de estacionamiento para tienda departamental de Sears (Ciudad de México).

- 1964
  - Escuela de Enfermería del Instituto de Seguridad y Servicios Sociales para los Trabajadores del **Estado, ISSSTE (Ciudad de México).i
  - Centro de Investigaciones Médicas del ISSSTE (Ciudad de México).i
  - Hospital y Clínica del ISSSTE (Monterrey, Nuevo León).i
  - Hospital y Clínica del ISSSTE (Tampico, Tamaulipas).i
  - Tienda Sears (Lindavista, Ciudad de México)[1]

- 1966
  - Hospital General y Clínica del Instituto Mexicano del Seguro Social, IMSS (Ciudad Obregón, Sonora).i
  - Hospital Geriátrico, Fundación Gildred (Lindavista, Ciudad de México).d

- 1967
  - Hospital Clínica del IMSS (Cuautla, Morelos).h
  - Estaciones del Metro, con Grupo ICA (Calzada de Tlalpan, Ciudad de México).d

- 1968
  - Clínica Prefabricada del IMSS (Villa Olímpica, Ciudad de México).i
  - Clínica de Fisiatría del IMSS (Villa Olímpica, Ciudad de México).i
  - Edificio de departamentos (Tonalá 323, Ciudad de México).i

- 1969
  - Hospital de Ginecobstetricia del IMSS (Monterrey, Nuevo León).i
  - Pinacoteca-estudio del Sr. Federico Sánchez Fogarty (Nepantla, Estado de México).
  - Oficinas administrativas y lavandería del IMSS (Monterrey, Nuevo León).i

### Periodo 1970 – 1979
- 1970
  - Delegación Estatal del IMSS (Monterrey, Nuevo León).i

- 1972
  - Clínica Hospital del IMSS (Monterrey, Nuevo León).i
  - Proyecto Clínica Hospital del IMSS (Nogales, Sonora).i

- 1973
  - Proyecto Hospital de Psiquiatría del IMSS (Villa Coapa, Ciudad de México).i

- 1976
  - Edificio de departamentos para la Srita. G. Ridolfi (Kentucky 16, Ciudad de México) en la modernista Colonia Nápoles.
  - Edificio de departamentos para el Ing. Bernardo Quintana (Acapulco, Guerrero).i Sin año registrado

- 1979
  - Proyecto-Concurso para la Plaza de la Constitución de la Ciudad de México.j

- 1982
  - Edificio de la Central de Trabajadores de México, CTM (Ciudad de México), proyecto donde fungió como asesor.

- 1983
  - Dúplex casa habitación para la Sra. B. Ridolfi (Pericos 2, Las Águilas, Ciudad de México).

a Asociado con Marcial Gutiérrez Camarena.
b En colaboración con Francisco Javier Cosío.
c Asociado con Mario Pani Darqui.
d Asociado con Salvador Ortega.
e Asociado con José Villagrán.
f En colaboración con Ignacio Medina Roiz.
g En colaboración con Luis Ramos C.
h En colaboración con Hilario Galguera Torres.
i En colaboración con Manuel Echávarri Olvera.
j Asociado con Sjchetanan.

## Publicaciones
•	El estilo. La integración plástica, 1966
•	Defensa y conservación de las ciudades y conjuntos urbanos monumentales, 1977
•	La construcción de la Ciudad Universitaria del Pedregal. Concepto, programa y planeación arquitectónica, 1979 (en coautoría con Mario Pani)
•	El hombre y la arquitectura. Ensayos y testimonios, 1983

## Distinciones
- Miembro del Seminario de Cultura Mexicana (1957).
- Miembro del Consejo Consultivo de Arquitectura de la Universidad Iberoamericana (1955-1959).
- Presidente de la junta de honor del Colegio de Arquitectos de México y de la Sociedad de Arquitectos Mexicanos (1972-1974).
- Miembro de la junta de gobierno de la UNAM (1967-1976).
- Fundador y miembro titular de la Academia de Artes y miembro de número de la Sociedad Bolivariana de Arquitectos Venezuela (1968)
- Presidente del Seminario de Cultura Mexicana (1968-1969).
- Premio Monterrey por la mejor obra, proyecto y realización del Hospital de Ginecobstetricia del IMSS (1972).
- Secretario de la Academia de las Artes (1972-1973).
- Premio Nacional de Ciencias y Artes en Diseño y Tecnología, por el gobierno de México (1978).[2]
- Gran Premio de la Academia, otorgado por la Sociedad de Arquitectos Mexicanos (1982).
- Doctor honoris causa por la UNAM (1985).

## Testimonios

### Arq.Pedro Ramírez Vázquez
Tanto como estudiante, como en el ejercicio profesional, enseñanzas siempre impregnadas de conceptos profundos, de rigor técnico y de juicios críticos siempre abiertos, honestos y generosos.

En la cátedra de composición de la Escuela de Arquitectura, no tuve la oportunidad de ser su alumno en forma directa, en virtud de que cada maestro, tenía un número limitado de alumnos y como del Moral era muy cotizado, no logré entrar a tiempo a su grupo, pero siempre asistía como oyente al proceso de corrección con mis compañeros. Todos sus comentarios eran una lección práctica de respeto y aplicación de los principios teóricos de él y de Villagrán García, nunca hacia un trazo directo sobre el proyecto que se le presentaba, nunca señalaba o sugería una solución concreta, siempre preguntaba el por qué de un planteamiento, el por qué de una solución y sobre ello, hacía sus comentarios y sus reflexiones, es decir, enseñaba a pensar sin pretender nunca el imponer criterios de solución, lo que contrastaba notablemente con la postura de otros maestros que sobre el trabajo del alumno, dibujaban su personal solución, convirtiendo así al estudiante en dibujante de sus propios criterios.
Posteriormente, tuve la oportunidad de trabajar en su despacho privado, precisamente en la etapa en que desarrollaba el Hospital de San Luis Potosí y numerosas residencias y edificios de apartamentos de carácter privado, ahí viví de cerca todo su procedimiento de trabajo con mis compañeros: Miguel Pavón Rivero que fungía como Jefe del Taller, Horacio Boy, Alfonso Garduño, Enrique Vergara, José Luis Certucha y algunos más, en forma muy especial con el Ing. Elías Macotela García, que llevaba la administración del despacho, con él se resolvían los aspectos administrativos y técnicos de l as obras. De esa etapa, se derivaron experiencias que han sido invaluables en mi ejercicio profesional.
A través de sus conferencias, de sus frecuentes artículos, todos hemos podido apreciar la amplitud de su cultura y su interés por nuestras raíces.

### Arq.Agustín Hernández Navarro
Fue una gran satisfacción el haber tratado frecuentemente al Arq. Enrique del Moral, “El gringo”, como solía llamarlo, pues llegué a tenerle tal confianza en nuestro trato que también le decía “Mi General”, dado que le encontraba cierto parecido con mis tíos generales también.
Las conversaciones que tenía él con Mario Pani, a las cuales siempre los acompañaba, eran de lo más estimulantes. Dos personalidades muy diferentes entre sí, pero con una gran afinidad.
Recuerdo haber sido invitado con frecuencia a las fiestas que ofrecía en su hermosa casa, donde asistían personalidades muy interesantes.
La última vez que lo ví se encontraba recibiendo atención en el Hospital de Nutrición y yo le sugerí que se atendiera en Estados Unidos, a lo que me respondió que no lo haría por su amor a nuestro país.
Hay una anécdota de él que sé directamente de un primo mío, arquitecto también, Alfonso Garduño Navarro, quien trabajó en su taller. Al momento de proyectar, sostenía un monólogo como: “soy ventana”, “soy muro”, etc., lo cual sorprendía a quienes lo rodeaban y hablaba de una gran concentración cuando hacía algún diseño. Lo recuerdo con gran cariño y admiración.

### Arq. Manuel Echávarri y Olvera
El Arq. Enrique del Moral es uno de los grandes maestros y realizadores de la arquitectura moderna en México. Generalmente se le trata como “El Maestro”, y resulta que impartió clases dentro de las aulas y talleres de la Escuela Nacional de Arquitectura, de 1934 a 1949 (solamente 15 años).
La enseñanza del maestro Del Moral fue, además del taller y las aulas, en las obras, viajando con él o en cualquier reunión donde él estuviera con uno o varios arquitectos y personas interesadas en la arquitectura y en cualquier manifestación del arte o cultura en general… Las reuniones en su casa de Tacubaya hicieron historia.
Yo tuve el orgullo de trabajar con él durante 25 años “codo con codo”, en el restirador, como dibujante, jefe de taller, supervisor de obra, colaborador y, finalmente, asociado.
En la dedicatoria de un libro que me obsequió, el Arq. Hilario Galguera (otro de sus colaboradores) me escribió: “Por aquellos extraordinarios días de trabajo en el taller del Gringo”.
Y en otro libro del propio maestro Del Moral, que guardo con gran cariño, se lee: “Para el Arq. Manuel Echávarri, como testimonio de los largos años de colaboración y con la muy sincera estimación y amistad de: Arq. Enrique del Moral”.